# Allchristliche Friedensversammlung
Die Allchristlichen Friedensversammlungen waren internationale Tagungen der Christlichen Friedenskonferenz.

## Überblick
Das Projekt einer Allchristlichen Friedensversammlung wurde von der Christliche Friedenskonferenz (CFK) entwickelt und sechsmal im Laufe ihres Bestehens praktiziert.
Im Jahre 1957 trafen sich protestantische tschechische und deutsche Theologen, um über die Entwicklung einer geistlichen Kraft zu beratschlagen, die mäßigend auf die Eskalation zwischen den Blöcken einwirken könnte. Die Initiatoren vertrauten darauf, dass auf eine solche Stimme sowohl im Westen wie auch im Osten gehört werden könnte, wenn sie als die Frieden und Versöhnung ausrufende Stimme Jesu Christi bekannt gemacht würde.
In den Jahren 1958, 1959 und 1960 trafen sich Theologen, Kirchenvertreter und Laien zunächst aus dem zentraleuropäischen und schließlich auch aus dem euroatlantischen Raum dreimal.

## Vorkonferenzen

### 1. Christliche Friedenskonferenz 1958 unter dem MottoAufgabe und Zeugnis
Ein Vorbereitungstreffen in Modra gab es im Oktober 1957, da wurden Beratungen zur Friedensfrage verabredet. Die erste Vorkonferenz mit 45 Teilnehmern aus neun Ländern fand vom 1. bis 4. Juni 1958 in Prag statt, das auch der Tagungsort der Folgekonferenzen sein sollte. Man begann sonntags mit einem ökumenischen Gottesdienst in der Salvatorkirche und endete am übernächsten Tag mit einem ökumenischen Gottesdienst in der Kirche von Vinohrady. An den Tagen nach der Eröffnung wurden Morgenandachten gehalten von dem russisch-orthodoxen Metropoliten Pitirim bzw. dem polnischen evangelisch-lutherischen Wiktor Niemczyk.
Die Eröffnungsrede hielt der Vorsitzende des Ökumenischen Rates in der Tschechoslowakei, der Synodalsenior Viktor Hájek.
Beiträge kamen von:
- Josef Hromádka: „Die heutige Problematik in der Sicht eines Theologen“
- Hans Joachim Iwand: „Die Verantwortung und die Aufgaben der Christen in der heutigen internationalen Situation“
- Heinrich Vogel: „Die Atomgefahr und der Kampf dagegen als Aufgabe der Kirche“

Vogel erlangte Aufmerksamkeit durch seine „60 Thesen“ zur Problematik der Massenvernichtungsmittel aus christlicher Sicht. Der Berichtsband der 1. CFK druckte als Stellungnahme eine Ansprache Metropolit Pitirims ab, des Leiters der Delegation der Russisch-Orthodoxen Kirche.
- Ladislaus Martin Pákozdy: „In der Einheit der Brüder zum Frieden und gegen den Krieg“

Gegen Ende der Tagung wurden die Kongressteilnehmer mit einem offiziellen Empfang durch die Nationalversammlung der CSR geehrt.
Der Konferenz gingen im Vorfeld schriftliche Stellungnahmen zu, die im Berichtsband abgedruckt sind:
- Ein Memorandum des Ökumenischen Kirchenrates in Ungarn: „Kampf gegen die thermonuklearen Waffen und die Aufgabe der Kirche“
- Eine Deklaration des Exekutivausschusses des Ökumenischen Rates der Evangelischen Kirchen von Ungarn zur Vorbereitung auf diese erste Tagung der CFK

Die Konferenzteilnehmer verabschiedeten folgende Schreiben und Erklärungen:
- An den Rat der Evangelischen Kirche in Deutschland, Berlin
- An die Regierung der UdSSR
- An die Regierung der Vereinigten Staaten
- An die Regierung von Großbritannien
- Botschaft der christlichen Friedenskonferenz 1. bis 3. Juni in Prag
- Die Christliche Friedenskonferenz in Prag. Ein Tagungsprotokoll, unterzeichnet von Bohuslav Pospíšil, Sekretär der Christlichen Friedenskonferenz und des Ökumenischen Kirchenrates in der Tschechoslowakei.

### 2. Christliche Friedenskonferenz 1959 unter dem MottoElige vitam(Wähle das Leben)
Die zweite Tagung der CFK fand vom 16. bis 19. April 1959 in Prag statt und hatte 92 Delegierte. Die Gäste wurden bereits am Vorabend im Hus-Seminar begrüßt, die Tagung fanden im Gemeindehaus der Methodistenkirche statt. Die Eröffnungsrede hielt wiederum Viktor Hájek. Folgende Vorträge wurden gehalten:
- Heinrich Vogel: Der Ruf von Hiroshima
- Metropolit Nikolai: Die Christen in der Buße
- Helmut Gollwitzer: Krieg und Christentum
- Lászlo Martin Pákozdy: Der Kalte Krieg als theologisches Problem
- Josef Hromádka: Die Kirche in der Zeit des Kalten Krieges
- Hans Joachim Iwand: Situation in Westdeutschland
- André Trocmé: Französische Christen und das Problem der wirtschaftlich unterentwickelten Völker

Die zweite Tagung ging bereits mit konkreten Ergebnissen auseinander, weil zu einzelnen Themen Arbeitskommissionen eingesetzt worden waren. Folgende Ergebnisse wurden präsentiert:
- Erste Kommission: Aufruf zum Fürbittegottesdienst für den Hiroshima-Gedenktag am 6. August
- Zweite Kommission: Eine Stellungnahme zur Problematik des Kalten Krieges mit dem Vorschlag zur Bildung einer ständigen theologischen Kommission zur thematischen Weiterarbeit
- Dritte Kommission: Überlegungen zur Vorbereitung einer gesamtchristlichen Friedensversammlung. Diese Kommission war tätig als „Ausschuss für die Vorbereitung der Allchristlichen Friedenskonferenz (AFK)“ unter dem Vorsitz von Bischof Nikodim.

Außerdem richtete die Konferenz ein gleichlautendes Schreiben an staatliche Oberhäupter:
- Telegramm an die Regierungen der Großmächte, verfasst vom Präsidium der CFK

### 3. Christliche Friedenskonferenz 1960 unter dem MottoFrieden – einzige Zukunft
Diese Tagung fand vom 6. bis 9. September 1960 in der Zentralgemeinde der Methodistenkirche von Prag statt. 212 Delegierte sowie Beobachter und Gäste von protestantischen und orthodoxen Kirchen aus 26 Ländern nahmen teil. Beobachter kamen vom Ökumenischen Rat der Kirchen, dem Reformierten Weltbund, dem Lutherischen Weltbund, der Konferenz Europäischer Kirchen, dem Britischen Kirchenrat u. a.
Der Kongress stand unter dem Hauptthema Auf dem Weg zur Friedensepoche der Menschheit, das in mehreren Referaten entfaltet wurde:
- Helmut Gollwitzer, Berlin: Friedensbeitrag der Christen.
- Martin Niemöller, Wiesbaden: Auf dem Weg zur Friedensepoche der Menschheit
- Josef Hromádka, Prag: Friede und Gerechtigkeit
- Metropolit Pitirim, Leningrad: Friede und die Orthodoxen Kirchen
- Gerhard Burkhardt, Hannover: Frieden im Atomzeitalter.
- Emil Fuchs, Leipzig: Was sollen wir tun?.
- Kanonikus John L. Collins, London: Was sollen wir jetzt tun?

In vier Arbeitsgruppen wurden die vorgetragenen Referate diskutiert:
- Arbeitsgruppe 1: „Auf dem Weg zur Friedensepoche der Menschheit“
- Arbeitsgruppe 2: „Zur Vorbereitung der Allchristlichen Friedensversammlung“
- Arbeitsgruppe 3: „Probleme des Kalten Krieges“
- Arbeitsgruppe 4: „Friede und Gerechtigkeit“

Der Berichtsband gibt folgende Diskussionsbeiträge folgender Diskutanten im Wortlaut wieder:
- Martin Niemöller:
- Albert J. Rasker. Er weist auf die christlich-theologisch oft vernachlässigte Grundlegung durch das Alte Testament hin.

- Robert Chalamet
- Bischof Nikodim
- Erich Hertzsch
- Bischof Andrzej Wantuła
- Karl Kleinschmidt
- Krijn Strijd
- Ladislaus Martin Pákozdy
- Ján Chabada
- Heinrich Kloppenburg

Die Ergebnisse der Arbeitsgruppen wurden der Versammlung vorgelegt, die folgende Dokumente verabschiedete:
- Botschaft der dritten Tagung der Christlichen Friedenskonferenz
- Brief an den Weltkirchenrat in Genf
- Brief an das Sekretariat der Vereinten Nationen in New York
- Brief an den Ministerpräsidenten Nikita Sergejewitsch Chruschtschow
- Brief an den Präsidenten Dwight D. Eisenhower, Präsidenten Charles de Gaulle und den Ministerpräsidenten Harold Macmillan
- Resolution der Kommission „Friede und Gerechtigkeit“
- Stellungnahme zum Kalten Krieg
- Bericht über die Junge Christliche Friedenskonferenz
- Arbeitsergebnis der Jungen Christlichen Friedenskonferenz

Der Berichtsband dokumentiert außerdem:
- Viktor Hájek: Eröffnungspredigt

Am Ende der Tagung wurde im Prager Karolinum in einer feierlichen Promotion dem verstorbenen Theologen Hans Joachim Iwand die Ehrendoktorwürde der Prager Comenius-Fakultät verliehen.

## Allchristliche Friedensversammlungen (ACFV)
Nachdem die Vorkonferenzen, insbesondere eine Arbeitsgruppe innerhalb der 3. CFK die Vorbereitungen dafür getroffen hatten, gingen über das Internationale Sekretariat die Einladungen zur Teilnahme an der ersten Allchristlichen Friedensversammlung an Kirchen, christliche Gemeinschaften und Einzelpersonen in alle Welt.

### I. ACFV unter dem Motto…und Friede auf Erden
Die erste Konferenz fand vom 13. bis 18. Juni 1961 in Prag statt. Die Eröffnungsansprache hielt Viktor Hájek. Im Eröffnungsgottesdienst predigte Heinrich Vogel über die Weihnachtsbotschaft Lukas 2,14. Das erste der Hauptreferate wurden gehalten von:
- Josef Hromádka: Friede auf Erden.

Hromádka schlug zur praktischen Arbeit für die Tagung die Bildung dieser Arbeitsgruppen vor:
- Friede und Gerechtigkeit
- Friede und Freiheit
- Der Kalte Krieg
- Neue Staaten (Kolonialismus)
- Das Deutschlandproblem
- Der Friede und die heutige Lage der Christenheit
- Abrüstung
- Friedensdienst der Jugend
- Friede und Ökumene
- Massenvernichtungsmittel

Das nächste Referat hielt:
- Erzbischof Nikodim: „Friede in der Nachfolge Christi“

Auch Nikodim setzte sich mit friedensfeindlichen Aspekten des Kalten Krieges auseinander, ging dabei besonders auf die Usancen der römischen Kirche ein.
Der dritte Referent aus dem Land der Hiroshima-Erfahrungen setzte sich mit den Bestrebungen des Militärisch-industriellen Komplexes auseinander, an der Weiterentwicklung von Massenvernichtungsmitteln festzuhalten:
- Yoshio Inoue, Tokio: „Friede – Brot für alle“

Einen speziellen Beitrag gab ein deutsch-britischer Vertreter der internationalen Quäker-Union:
- Richard Karl Ullmann: „Vom Kalten Krieg zum wirklichen Frieden.“

Der fünfte Referent war:
- Jacob S.A. Stephens: „Friede und die neuen Staaten“

Als sechster Referent sprach
- Martin Niemöller: „Friede im technischen Zeitalter“.

In leichter Abwandlung von den Vorschlägen Hromádkas wurden die folgenden Arbeitsgruppen tätig:
1. Friede und Gerechtigkeit
2. Friede und Freiheit
3. Kalter Krieg
4. Friede und die neuen Staaten
5. Der Friede und das Deutschland-Problem
6. Missbrauch des Christentums
7. Abrüstung
8. Friedensdienst der Jugend
9. Ökumene
10. Der Frieden und die atomaren Waffen

Zur Diskussion sprachen folgende Delegierte:
- K. H. Thing: „Verteidigung des Friedens als christliche Aufgabe“, worin er besonders auf die „Drei-Selbst-Bewegung“ Chinas einging.
- Curtis Naylo
- Chao Fusan
- Max Parker (Diskussionsbeitrag zur Botschaft)
- Renate Riemeck (Diskussionsbeitrag in Arbeitsgruppe 5)
- Friedrich-Wilhelm Marquardt: „Friedensdienst der jungen Generation“ (Kurze Summe zum Referat), darin die Punkte Friede zwischen den Generationen, „Frieden mit der Kirche“, „Friede mit Israel“
- Hanfried Krüger: Diskussionsbeitrag in Arbeitsgruppe 9
- Jan Milič Lochman, Diskussionsbeitrag in Arbeitsgruppe 3

Folgende Texte wurden verabschiedet:
- Botschaft der Ersten ACFV in Prag im Juni 1961
- Brief an den Präsidenten des Ministerrates der UdSSR Nikita Sergejewitsch Chruschtschow
- Brief an den Präsidenten der USA John F. Kennedy
- Brief an den Präsidenten der Tschechoslowakischen Sozialistischen Republik Antonín Novotný
- Brief an den Ökumenischen Rat der Kirchen in Genf
- Kommuniqué
- Entwurf für die weitere Arbeit der Christlichen Friedenskonferenz, vorgetragen von Andrej Ziak, Generalinspektor der Slowakischen Evangelischen Kirche A. B.

Die I. ACFV wurde von 624 Delegierten und 34 Beobachtern besucht.

### II. ACFV unter dem MottoMein Bund ist Leben und Frieden(Maleachi 2,5)
Die zweite ACFV fand vom 28. Juni bis zum 3. Juli 1964 wiederum in Prag statt. Begonnen wurde sie mit einem Ökumenischen Eröffnungsgottesdienst in der Bethlehemskapelle, in dem Kirchenpräsident D. Martin Niemöller predigte.
Am Abend erfolgte der Rechenschaftsbericht des CFK-Generalsekretärs Pfarrer Jaroslav N. Ondra.
Die Programmpunkte des nächsten Tages waren:
- Bibelarbeit im Plenum von Heinrich Vogel / Bundesrepublik Deutschland über 1. Mose 9,8–17
- Referat zum Hauptthema von Josef Hromádka
- Plenarsitzung mit Korreferat von Emilio Castro aus Uruguay über „Hunger und wirtschaftliche Unabhängigkeit“
- Plenarsitzung mit zwei Korreferaten:
  - Harvey Cox aus den USA über „Die Verantwortung der Christen in einer technisierten Welt“

- - Richard Andriamanjato aus Madagaskar über „Freiheit und Einheit“
- Plenarsitzung mit zwei Korreferaten:
  - Yoshio Innoue aus Japan über „Das Ringen um Frieden und Unabhängigkeit in Asien“
  - Vitalij Borovoj aus der UdSSR über „Das Problem der Koexistenz und der 'Bund zum Leben und Frieden'“

Am darauffolgenden Tag fanden Bibelarbeiten in zehn Arbeitsgruppen statt. Dazu gab es Einführungsvorträge der Vorsitzenden der Arbeitsgruppen mit Diskussion. Die Aussprache darüber erfolgte in 20 Untergruppen.
Die zehn Arbeitsgruppen waren:
- 1. Friede und Gerechtigkeit
- 2. Friede und Freiheit
- 3. Friede und Kalter Krieg
- 4. Friede und die neuen Staaten
- 5. Friede und die Deutschlandfrage
- 6. Friede und Missbrauch des Christentums
- 7. Friede und Abrüstung
- 8. Friedensdienst der Jugend
- 9. Friede und Ökumene
- 10. Friede und Katholizismus

Der dritte Tag war bestimmt von der Fortsetzung der zehn Bibelarbeiten, woran sich eine Zusammenstellung der Arbeitsergebnisse anschloss. In einer Plenarsitzung wurden die Ergebnisse vorgestellt. Außerdem bereitete eine Redaktionskommission die Dokumente vor, die der Gesamtkonferenz zur Verabschiedung vorgelegt werden sollten. In zehn Arbeitsgruppen wurden die Entwürfe diskutiert.
Folgende Texte wurden von der Konferenz verabschiedet:
- Botschaft an die Kirchen und Christen
- Aufruf an die Regierungen, Parlamente und maßgebenden Persönlichkeiten der Welt
- Telegramme und Grußworte:
  - Telegramme an Ministerpräsident Chruschtschow, Präsident Johnson, Premierminister Alexander Frederic Douglas-Home, 14. Earl of Home
  - Telegramm an Präsident de Gaulle
  - Telegramm an Präsident Novotný

Weiterhin wurden folgende eigenständige Botschaften ausgesandt:
- Deklaration der katholischen Teilnehmer der II. ACFV

Der letzte Tag der Konferenz begann im Plenum mit einer Bibelarbeit von Bischof Hazim über Hebräer 8,6–13. Danach wurden der Versammlung die Dokumenten-Entwürfe vorgelegt. In einer anschließenden Plenarsitzung wurden diese verabschiedet. Zudem wurden die leitenden Gremien der CFK gewählt. Das Schlusswort hielt der Präsident.
Nach Abschluss der Allchristlichen Friedensversammlung gab das Internationale Sekretariat wieder einen Berichtsband heraus, der neben den Referaten und Bibelarbeiten folgende Informationen enthält:
- Verzeichnis der auf der II. ACFV gewählten Repräsentanten der CFK
- Vizepräsidenten und Mitglieder des Internationalen Sekretariats
- Namentliches Verzeichnis der 698 Teilnehmer, 77 Beobachter, 49 Journalisten und 80 Gäste bei der II. ACFV

### III. ACFV unter dem Motto:Sucht den Frieden und jagt ihm nach. Rettet die Menschheit – Frieden ist möglich.
Die III. ACFV fand in Prag vom 31. März bis zum 5. April 1968 statt. Von den 36 Delegierten aus der DDR, waren zehn zugleich inoffizielle Mitarbeiter der Staatssicherheit.

#### Erster Tag
Er begann mit einem Eröffnungsgottesdienst, gehalten von Reverend Masahisa Suzuki aus Japan.
Daran schloss sich die erste Sitzung an mit:
- Eröffnungsrede von Reverend Richard Andriamanjato aus Madagaskar. Darauf folgten die Hauptberichte:
- Bericht „Sucht den Frieden und jagt ihm nach“ durch Erzbischof Michael aus der UdSSR
- Bericht „Rettet die Menschheit – Frieden ist möglich“ durch den Präsidenten der CFK, Josef L. Hromádka aus der ČSSR

In der zweiten Sitzung des Tages wurden diese Ansprachen gehalten:
- Ansprache des Leiters der Delegation von Christen in Vertrauen zu Gott und von Patrioten aus Südvietnam, Joseph Marie Ho-Hue-Ba
- Bericht „Frieden und radikaler sozialer Wandel“ durch Mammen M. Thomas aus Indien
- Bericht „Die wirtschaftliche Situation der Dritten Welt: Vorschläge zur Lösung ihrer Probleme“ durch Julio de Santa Ana aus Uruguay
- Grüße des Weltfriedensrates durch Josef Macek aus der ČSSR

#### Zweiter Tag
Der zweite Tag war für die Arbeit in Gruppen vorgesehen. Daran schloss sich ein Forum als Plenarsitzung an. Dort wurden folgende Referate gehalten:
- „Unser Engagement für einen sozialen Humanismus“ durch Georges Casalis aus Frankreich
- „Was ist das wichtigste: Rettung oder Wohlfahrt der Menschheit?“ durch Aaron Tolen aus Kamerun
- „Die Selbstentfremdung des Menschen, seine Erfahrungen und Möglichkeiten ihrer Überwindung zum Kampf für eine friedliche Welt“ durch Gyula Nagy aus Ungarn
- „Welche sind die gemeinsamen Aufgaben für die Menschheit?“ durch Keiji Ogawa aus Japan

#### Dritter Tag
Am dritten Tag gestaltete sich die Arbeit der Teilnehmer in Gruppen-Bibelstudien sowie Gruppen-Diskussionen für Vorschläge an die Redaktionskommission Nr. 1.
In einer weiteren Plenarsitzung gab es den Bericht des Generalsekretärs durch Jaroslav N. Ondra aus der ČSSR, woran sich die Diskussion zu diesem Bericht anschloss.

#### Vierter Tag
Am vierten Tag wurden Bibelarbeiten in einer Plenarsitzung gehalten. Anschließend wurden die Berichte aus sechs Arbeitsgruppen verlesen, gefolgt von Auszügen aus der befreienden Schlussansprache der Dritten ACFV durch den Präsidenten der CFK, J.L. Hromádka.
In einer weiteren Plenarsitzung wurden die Vorschläge an die Redaktionskommission Nr. 2 diskutiert.

#### Fünfter Tag
Der letzte Tag der Vollversammlung begann mit einer Bibelarbeit im Plenum. In einer weiteren Plenarsitzung wurden die Abschlussdokumente diskutiert und der Redaktionskommission Nr. 3 übergeben. Die letzte Arbeitssitzung im Plenum wählte die neuen Organe der CFK. Mit einer geschlossenen Plenarsitzung endete die III. ACFV.

#### Verabschiedete Dokumente der III. ACFV
- Die Botschaft der III. ACFV
- Stellungnahme zu Vietnam
- Resolution um Vietnamkrieg vom Beratungsausschuss Sofia 1966
- Resolution zur Situation in Afrika
- Resolution zur europäischen Sicherheit

### IV. ACFV unter dem MottoUnsere gemeinsame Verantwortung für eine bessere Welt(Psalm 85,11)
Diese vierte ACFV fand vom 30. September bis zum 3. Oktober 1971 in Prag statt. Den Eröffnungsgottesdienst hielt Bischof Festus Segun aus Nigerien. Danach folgte die Eröffnungsansprache von Nikodim, dem Metropoliten von Leningrad und Nowgorod, der sich zahlreiche Grußworte anschlossen. Es folgte das Hauptreferat, das gleichfalls von Nikodim gehalten wurde, zum Thema „Christliche Verantwortung für eine bessere Welt.“ In seinen Ausführungen thematisierte er u. a. auch die Frage nach der Gewaltanwendung bei der Herstellung grundlegender Gerechtigkeit und bezog sich dabei auf eine Feststellung des Beratenden Ausschusses der CFK in Sofia 1966.
Ein weiteres Hauptreferat hielt der bundesdeutsche Pastor Herbert Mochalski über „Die internationale Situation in der Sicht der CFK“. Daran schloss sich der Vortrag des Inders Richard Andriamanjato an, der zum Thema „Probleme der Entwicklung und christliche Verantwortung“ sprach. Darin befasste er sich mit den Beziehungen zwischen Industrienationen und den Entwicklungsländern, mit den Beziehungen der Entwicklungsländer untereinander und mit den sozialen Beziehungen innerhalb jedes Entwicklungslandes.
Eine Ansprache an die Teilnehmer hielt auch der Präsident der Southern Christian Leadership Conference Ralph Abernathy.
Am zweiten Kongresstag fand ein Podiumsgespräch mit:
- Priester Linh Muc Pham Luang Pha'ac, Leiter der katholischen Delegation aus Nordvietnam über „Indochina den Indochinesen“
- Vater Joseph Maria Ho Hue Ba, Vorsitzender der Delegation der Südvietnamesischen Katholiken zum gleichen Thema
- Priester Gonzalo Arroyo aus Chile über „Gerechtigkeit für Lateinamerika“
- Mark Shope, Generalsekretär der Gewerkschaft von Südafrika über „Kampf gegen den Rassismus“
- Eduardo Coloma aus Mozambique, Vertreter von FRELIMO über „An der Befreiungsfront“
- A. Wantula, Bischof der Lutherischen Kirche in Polen über „Die Sicherung des Friedens in Europa“
- Jusif A. Sayegh über „Das Palästinaproblem und die Suche nach Frieden“.

Danach wurde in den Arbeitsgruppen weiter diskutiert. In Ausschüssen und Arbeitsgruppen wurden am dritten Tag die zu verabschiedenden Papiere vorbereitet.
Am letzten Tag, der mit einem Gottesdienst in der Hus-Kirche und Predigt durch Gustavo Gutiérrez eingeleitet wurde, kam es zur Wahl der neuen Arbeitsgremien, zur Annahme eines neuen Statuts der CFK und zur Verabschiedung der ausgehenden Texte. In seiner Schlussandacht stimmte der ungarische Bischof Tibor Bartha die Delegierten auf die nächste Wegstrecke bis zur V. ACFV ein.
Folgende Texte wurden verabschiedet:
- Botschaft der IV. Allchristlichen Friedensversammlung. Darin:
  - Erklärung über Vietnam
  - Resolution über europäische Sicherheit
  - Resolution über Ostpakistan
  - Nahost-Resolution
  - Resolution gegen Rassismus
  - Resolution zu Südafrika

Die IV. ACFV wurde von 233 Delegierten aus 48 Ländern, von 55 Beobachtern, 38 Journalisten und vier Gästen besucht.

### V. ACFV unter dem MottoGottes Ruf zur Solidarität. Christen für Frieden, Gerechtigkeit und Befreiung

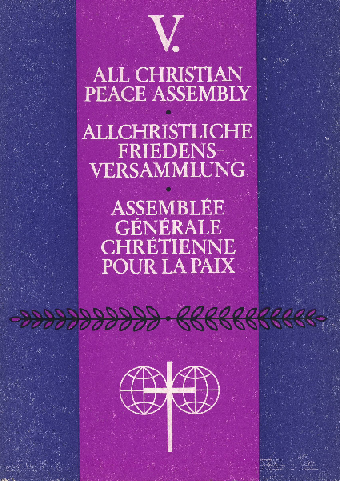
Berichtsband der V. ACFV 1978 in Prag

Diese V. ACFV fand vom 22. bis 27. Juni 1978 in Prag statt. Die Plenarsitzung begann mit einem Eröffnungsgottesdienst, in dem Bischof Jacinto Ordonez aus Costa Rica die Predigt hielt. Anschließend richtete Metropolit Nikodim, der CFK-Präsident, seine Eröffnungsansprache an die Teilnehmer. Danach gedachten die Versammelten der in den letzten sieben Jahren verstorbenen Mitglieder der CFK.
Der zweite Tag begann mit einer Bibelarbeit von Jürgen Moltmann. Daran schloss sich das Hauptreferat des indischen Pfarrers Richard Andriamanjato an, der seine Gedanken unter das Bibelwort Lukas 1,78f  stellte.
Es folgten die Korreferate:
- Metropolit Paulos Mar Gregorios „Über einige wirtschaftliche Schlüsselfragen der Gegenwart“.
- Herbert Mochalski stellte seine Überlegungen vor zum Thema „Entspannung-Abrüstung-Zusammenarbeit“.
- Bischof Colin Winter sprach über „Christen und Befreiung. Ein Gesang für die Freiheit“.

Der ungarische Bischof Károly Tóth gab der Konferenz den Tätigkeitsbericht über die Arbeit der CFK seit der IV. ACFV. Darin knüpfte er an eine Vorgeschichte der CFK an, die bis zur Arbeit des Weltbundes für Freundschaftsarbeit der Kirchen 1928 zurückreiche. Er erinnerte an Personen wie Nathan Söderblom, Wilfred Monod, Patriarch Miron, Alivisatos, Siegmund-Schultze und John Mott.
Der dritte Konferenztag war vor allem von der Tätigkeit der Arbeitsgruppen geprägt, die ihre Ergebnisse in Berichten vorlegten:
- Bericht der Theologischen Arbeitsgruppe, vorgetragen von Gabris (ČSSR)
- Bericht der Arbeitsgruppe „Antirassismus“
- Bericht der Arbeitsgruppe „Ökonomische Befreiung und Entwicklung“
- Bericht der Arbeitsgruppe „Internationale Fragen und internationale Friedensstrukturen“

Bibelarbeiten hielten auf dieser Konferenz:
- Jürgen Moltmann über den Noah-Bund und seine geistliche Herausforderung für die Christenheit
- A. Dimas Almeida über ein Jesaja-Wort im Gespräch mit einem Philipperbrief-Text
- V. Bruce Rigdon über ein Sacharja-Wort im Gespräch mit einem Jakobusbrief-Text

Die Predigten in den Gottesdiensten und Andachten sprachen:
- Bischof Jacinto Ordonez
- J. R. Chandran, Indien
- Carl Soule, USA
- Stanford Shauri, Tansania
- Bischof Emilio I.M. de Carvalho über Lukas 1,79
- Metropolit Nikodim

Folgende Dokumente wurden von der V. ACFV verabschiedet:
- Botschaft an die Kirchen und Christen der Welt
- Appell an die Regierungen
  - Prager Erklärung der Christlichen Friedenskonferenz
  - Sicherheit für alle Völker durch kooperative Entspannungs- und Abrüstungspolitik
  - Abrüstung, Entspannung und Entwicklung
  - Asien-Resolution
  - Resolution über Lateinamerika
  - Resolution über den Nahen Osten
  - Südafrika-Resolution
  - Vietnam-Resolution

Insgesamt wurde die V. ACFV von 439 Delegierten, 23 Gästen, 64 Beobachtern und 60 Journalisten besucht.

### VI. ACFV unter dem MottoGott ruft: Wählt das Leben! Die Stunde eilt! Christen im Widerstand gegen die Mächte des Todes – auf dem Wege zu Frieden und Gerechtigkeit für alle

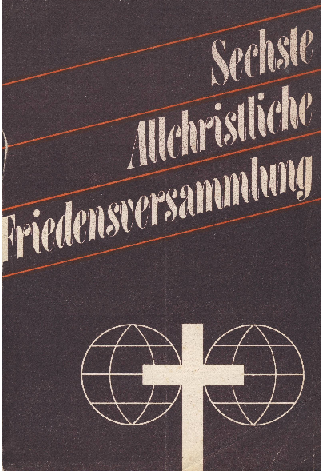
Berichtsband der VI. ACFV 1985 in Prag

Die letzte Allchristliche Friedensversammlung fand vom 2. bis 9. Juli 1985 in Prag statt. Im Eröffnungsgottesdienst predigte Erzbischof Walter Makhulu aus Botswana. Nach einer Gedenkminute für die seit der V. ACFV verstorbenen CFK-Mitglieder wurden Tagesordnung, Geschäftsordnung und die Ausschüsse beschlossen bzw. gewählt. Der erste Tag endete mit einer Ansprache des CFK-Präsidenten Károly Tóth.
Am zweiten Tag hielt Reverend Hough-Ross (USA) die Bibelarbeit. Danach folgte das Hauptreferat zum Thema der Tagung, gehalten von Metropolit Paulos Mar Gregorios (Indien). Nach entsprechenden Rückfragen und Erläuterungen dazu gab die japanische Hibakusha, Frau Amano, einen Augenzeugenbericht über den Atombombenabwurf von 1945. Es folgte eine erste Beratung von Vertretern der großen Weltreligionen. Der schloss sich der Tätigkeitsbericht des CFK-Generalsekretärs, Pfarrer Lubomír Mirejovský (ČSSR) an.
Der dritte Konferenztag begann mit einer Bibelarbeit von Bokko Tsuchiyama (Japan) zu Johannes 1,4f. Es folgte das Referat zum Unterthema „Globale Menschheitsbedrohung – Globale Friedensstrategie“, das der Metropolit von Kiew und Galizien Filaret (UdSSR) hielt. Nach folgender Aussprache wurde in Arbeitsgruppen weiter beraten. Referate in den Arbeitsgruppen:
- In der Arbeitsgruppe A „Globale Menschheitsbedrohung – globale Friedensstrategie“
  - Boris W. Rauschenbach: Rüstung und Ökonomie. Das Problem der Militarisierung des Weltraums
  - L. N. T. Mendis: Missbrauch menschlicher Potenzen
  - Rahantavololona Andriamanjato: Diskriminierung und Kampf für Gerechtigkeit

- In der Arbeitsgruppe B „Die christlichen Kirchen und ihr Friedensauftrag“
  - Karl-Heinz Bernhardt: Welche Bedeutung hat das Friedensengagement einer Kirche heute?
  - Barbara Green zum gleichen Thema

- In der Arbeitsgruppe C „Die gemeinsame Verantwortung der Friedenskräfte für die Überwindung der Friedenshindernisse“
  - Kenyon E. Wright: Gebrauch und Missbrauch der biblischen Botschaft
  - Horsta Krum: Psychologische Kriegsführung

- In der Arbeitsgruppe D „Friedliche Koexistenz und Befreiung“
  - Philip Oke: Friedliche Koexistenz und Befreiung – Die Rolle der Vereinten Nationen
  - M. Gonzáles Butron: Befreiung, Abrüstung und friedliche Koexistenz

- In der Arbeitsgruppe E „Programm und Strukturen der CFK-Arbeit“
  - Milan Salajka: Hauptaufgaben der künftigen Arbeit der CFK

Der Abend endete mit einem Kontinentaltreffen.
Am vierten Konferenztag hielt zu Beginn Erzbischof Timotei (Rumänien) seine Bibelarbeit. Das Referat zu einem weiteren Unterthema trug Walter Kreck (Bundesrepublik Deutschland) vor: „Christliche Kirchen und ihr Friedensauftrag“. Nach der Aussprache tagten die Arbeitsgruppen zu ihrer dritten Sitzung. Diesmal fanden sich zu einem abendlichen Gespräch die Vertreter der Weltreligionen zusammen. Von diesem Workshop wurden Berichte über folgende Aspekte gegeben:
- Alle Religionen bejahen die Heilige Gabe des Lebens
- Die militärische Bedrohung der Heiligen Gabe des Lebens – Die geistlichen Wurzeln der Weltreligionen bei der Suche nach Frieden
- Die lebenswichtige Verbindung von Frieden und Gerechtigkeit, abgeleitet aus den geistlichen Wurzeln der Weltreligionen
- Die Lebensnotwendigkeit einer Zusammenarbeit der Gläubigen der Weltreligionen
- Einige dringende Aufgaben und mögliche Aktionen, bei denen die dialogischen Beziehungen der Weltreligionen eingesetzt werden könnten

Gleichzeitig fand ein Spezialtreffen der Frauen und ein solches der Jugendlichen statt, die in ein Abendgebet mündeten. Für die Frauen referierte
- Míla Hradecná zu „Frauen bei der VI. ACFV“
- Fumiko Amano zu „Friede für die Kinder der Welt“

Außerdem wurde bekanntgegeben:
- Gemeinsame Erklärung der Teilnehmer aus den USA und aus Nikaragua

Am Samstag, dem 5. Konferenztag, hielt die Bibelarbeit-Dozentin Johanna Elisabeth Schulte über 1. Petrus 3,10–15 in Korrespondenz mit Psalm 34. Es folgte ein Referat zum Unterthema „Friedliche Koexistenz und Befreiung“, das von Bischof Sergio Méndez Arceo (Mexiko) gehalten wurde. Nach der Diskussion gab es einen Augenzeugenbericht über die Situation in Lateinamerika und der Karibik. Die weiteren Stunden dieses Tages waren internen Diskussionen, Wahlen und einer ersten Lesung der Dokumente gewidmet.
Der Sonntag begann mit einem Ökumenischen Gottesdienst in der Salvatorkirche, in dem Pfarrer Richard Andriamanjato (Madagaskar) die Predigt hielt über Johannes 10,10. Im Plenum wurden die Gruppenberichte gegeben und eine zweite Lesung der Dokumente gehalten. Der Abend endete mit einem weiteren Kontinentaltreffen. Bei diesem Treffen wurden Aussagen zu Problemfeldern dieser Kontinente formuliert:
- Afrika
  - Probleme im südlichen Afrika
    - Namibia
    - Südafrika
    - Flüchtlinge
    - Militarisierung des Indischen Ozeans
- Asien
- Europa/Nordamerika
  - Inhaltliche Schwerpunkte
  - Strukturelle Vorschläge
  - Einige konkrete Projekte
- Lateinamerika/Karibik
  - Die Auslandsschulden
  - Die Aggressivität der Vereinigten Staaten
  - Die Theologie der Befreiung

Der letzte Tag der Konferenz wurde mit einer Bibelarbeit von Charles Gray (USA) eröffnet. Nach der Entgegennahme der Gruppenberichte wurden die Dokumente abgestimmt und verabschiedet. Der Tag endete mit einem Empfang und einer Schlussandacht des CFK-Präsidenten.
Nach Beendigung der Tagung wurden veröffentlicht:
- Kommuniqué
- Prager Appell an die Christen der Welt
- Botschaft an die Kirchen
- Appell an die Regierungschefs und Staatsoberhäupter
- Stellungnahmen der VI. Allchristlichen Friedensversammlung zur Situation in verschiedenen Regionen der Welt
- Brief an Perez de Cuellar, Generalsekretär der UNO
- Brief an den Vorsitzenden des Präsidiums des Obersten Sowjets der UdSSR, Herrn Andrej Gromyko, Moskau (UdSSR)
- Brief an den Präsidenten der Vereinigten Staaten von Amerika Ronald Reagan, Washington, D.C. (USA)
- Brief an die Teilnehmer des XII. Weltfestivals der Jugend und Studenten

Folgende Botschaften gingen der Konferenz zu:
- Botschaft von Javier Perez de Cuellar, Generalsekretär der Vereinten Nationen
- Botschaft von Gustáv Husák, Präsident der Tschechoslowakischen Sozialistischen Republik
- Botschaft von N. Tichonow, Vorsitzender des Ministerrates der UdSSR
- Botschaft von Mauno Koivisto, Präsident der Republik Finnland
- Botschaft von Erich Honecker, Vorsitzender des Staatsrates der Deutschen Demokratischen Republik
- Botschaft von Todor Zhivkov, Präsident des Staatsrates der Volksrepublik Bulgarien
- Botschaft von Reverend Canaan Banana, Präsident der Republik Simbabwe
- Botschaft von Fidel Castro Ruz, Präsident von Kuba
- Botschaft von Didier Ratsiraka, Präsident der Demokratischen Republik Madagaskar
- Botschaft von Wojciech Jaruzelski, Präsident der Volksrepublik Polen
- Botschaft von Olof Palme, Ministerpräsident von Schweden
- Botschaft von Yassir Arafat, Vorsitzender des Exekutivkomitees der PLO
- Botschaft von Richard A. Balfe, Mitglied des Europäischen Parlaments
- Botschaft von Pfarrer B.B. Beach für die Siebenten-Tags-Adventisten in den USA
- Botschaft von Willy Brandt und Johannes Rau (Bundesrepublik Deutschland)
- Botschaft von Lord Fenner Brockway für die Weltabrüstungskampagne
- Botschaft von Romesh Chandra, Präsident des Weltfriedensrates
- Botschaft von Hiber Conteris aus Uruguay
- Botschaft von Khambo Lama Gaadan, Präsident der Asiatischen Buddhistischen Konferenz für den Frieden
- Botschaft von Helmut Gollwitzer und Heinrich Vogel, West-Berlin
- Botschaft von Gerald Götting, Vorsitzender der CDU (DDR)
- Botschaft von Pfarrer Billy Graham
- Botschaft von Gabriel Habib, Generalsekretär des Kirchenrates im Nahen Osten
- Botschaft von Abbe Tekle Heimanot, Patriarch von Äthiopien
- Botschaft von Ilia II., Patriarch von ganz Georgien
- Botschaft von General G. Koumanakos
- Botschaft von David Lange, Premierminister von Neuseeland
- Botschaft von Herbert Mochalski (Bundesrepublik Deutschland)
- Botschaft von Seiner Heiligkeit Pimen, Patriarch von Moskau und ganz Russland
- Botschaft von Jan van Putten, Präsident des Innerkirchlichen Friedensrates der Niederlande
- Botschaft von Robert Runcie, Erzbischof von Canterbury
- Botschaft von Fernando Soares, Bischof der Anglikanischen Kirche Portugals
- Botschaft von Pfarrer Carl Soule (USA)
- Botschaft von Robert Swan, Gründer der Elbe-Allianz (USA)
- Botschaft von J. L. Whitty, Generalsekretär der britischen Labour Party
- Botschaft von der Berliner Konferenz Europäischer Katholiken
- Botschaft von der Bewegung patriotischer Mütter in Nikaragua
- Botschaft vom Friedenskomitee Nikaraguas
- Botschaft vom Christlichen Studentenrat Kenias
- Botschaft vom Interkirchlichen Friedensrat Ungarns
- Botschaft von der Internationalen Frauenliga für Frieden und Freiheit
- Botschaft von der Internationalen Vereinigung für religiöse Freiheit
- Botschaft von der Koreanischen Buddhistischen Föderation in Japan
- Botschaft von „Pacem in terris“ der katholischen Priester der ČSSR
- Botschaft von der Protestantischen Kirche der Volksrepublik China

An der VI. ACFV nahmen teil: 465 Delegierte, 69 Beobachter und 50 Journalisten.

### Publikationen
- Frieden – einzige Zukunft. Dokumente der dritten Tagung der Christlichen Friedenskonferenz, Praha 1960
- Sekretariat der Christlichen Friedenskonferenz (Hrsg.): "…und Friede auf Erden. Dokumente der Ersten Allchristlichen Friedensversammlung, Praha 13. bis 18. Juni 1961
- Internationales Sekretariat der Christlichen Friedenskonferenz (Hrsg.): Mein Bund ist Leben und Frieden (Mal. 2,5). Dokumente und Nachrichten der II. Allchristlichen Friedensversammlung in Prag, 28. Juni bis 3. Juli 1964
- Informationsabteilung der Christlichen Friedenskonferenz (Hrsg.): ‚Unsere gemeinsame Verantwortung für eine bessere Welt. Gnade und Treue begegnen einander, Gerechtigkeit und Friede küssen sich. Psalm 85,11.‘ Dokumente der Vierten Allchristlichen Friedensversammlung Prag, 30. September – 3. Oktober 1971, Praha 1972
- Internationales Sekretariat der Christlichen Friedenskonferenz (Hrsg.): Gottes Ruf zur Solidarität. Christen für Frieden, Gerechtigkeit und Befreiung. Dokumente der V. Allchristlichen Friedensversammlung Prag, 22. bis 27. Juni 1978, Praha 1979